# 豊田 (日野市)
豊田（とよだ）は東京都日野市の町域。町名地番整理実施区域の豊田一丁目から豊田四丁目と、地番整理未実施の豊田(大字豊田)が存在する。本記事では両者について記述する。

## 町名地番整理実施区域 豊田一丁目〜豊田四丁目
豊田（とよだ）は、東京都日野市の町名。現行行政地名は、町名地番整理実施区域の豊田一丁目から豊田四丁目が存在する。

### 地理
豊田1丁目からから4丁目は日野市の東部に位置する。
東から時計回りで、日野市東豊田、日野市平山、日野市東平山、日野市旭が丘、日野市多摩平、に隣接する。

#### 面積
面積は以下の通りである。
| 丁目       | 面積（km2） |
| ---------- | ----------- |
| 豊田一丁目 | 0.21        |
| 豊田二丁目 | 0.34        |
| 豊田三丁目 | 0.21        |
| 豊田四丁目 | 0.20        |
| 計         | 0.96        |

#### 河川
- 浅川 ｰｰｰ 街区南側に存在。
- 黒川用水

#### 地価
住宅地の地価は、2025年（令和7年）1月1日の公示地価によれば、豊田2丁目20番49の地点で25万9000円/m2、豊田3丁目17番9外の地点で28万6000円/m2となっている。

### 世帯数と人口
2025年（令和7年）8月1日現在（日野市発表）の世帯数と人口は以下の通りである。
| 丁目       | 世帯数    | 人口    |
| ---------- | --------- | ------- |
| 豊田一丁目 | 412世帯   | 828人   |
| 豊田二丁目 | 986世帯   | 2,037人 |
| 豊田三丁目 | 1,658世帯 | 3,088人 |
| 豊田四丁目 | 1,091世帯 | 1,945人 |
| 計         | 4,147世帯 | 7,898人 |

#### 人口の変遷
国勢調査による人口の推移。
| 年                 | 人口  |
| ------------------ | ----- |
| 1995年（平成7年）  | 4,774 |
| 2000年（平成12年） | 4,798 |
| 2005年（平成17年） | 5,449 |
| 2010年（平成22年） | 5,651 |
| 2015年（平成27年） | 6,497 |
| 2020年（令和2年）  | 7,788 |

#### 世帯数の変遷
国勢調査による世帯数の推移。
| 年                 | 世帯数 |
| ------------------ | ------ |
| 1995年（平成7年）  | 1,827  |
| 2000年（平成12年） | 1,875  |
| 2005年（平成17年） | 2,315  |
| 2010年（平成22年） | 2,508  |
| 2015年（平成27年） | 3,015  |
| 2020年（令和2年）  | 3,871  |

### 学区
市立小・中学校に通う場合、学区は以下の通りとなる（2023年10月時点）。
| 丁目       | 番・番地等 | 小学校                 | 中学校                 |
| ---------- | ---------- | ---------------------- | ---------------------- |
| 豊田一丁目 | 全域       | 日野市立豊田小学校     | 日野市立日野第二中学校 |
| 豊田二丁目 | 全域       | 日野市立豊田小学校     | 日野市立日野第二中学校 |
| 豊田三丁目 | 全域       | 日野市立豊田小学校     | 日野市立日野第二中学校 |
| 豊田四丁目 | 1〜40番地  | 日野市立豊田小学校     | 日野市立日野第二中学校 |
| 豊田四丁目 | 41〜46番地 | 日野市立日野第五小学校 | 日野市立日野第二中学校 |

### 交通

#### 鉄道
| 街区内に存在する駅                  |
| ----------------------------------- |
| JR中央線 JR中央本線 - 豊田駅(JC 21) |

#### 道路
- 一番橋通り
- 東京都道159号豊田高幡線

### 事業所
2021年（令和3年）現在の経済センサス調査による事業所数と従業員数は以下の通りである。
| 丁目       | 事業所数  | 従業員数 |
| ---------- | --------- | -------- |
| 豊田一丁目 | 15事業所  | 312人    |
| 豊田二丁目 | 34事業所  | 476人    |
| 豊田三丁目 | 46事業所  | 370人    |
| 豊田四丁目 | 74事業所  | 662人    |
| 計         | 169事業所 | 1,820人  |

#### 事業者数の変遷
経済センサスによる事業所数の推移。
| 年                 | 事業者数 |
| ------------------ | -------- |
| 2016年（平成28年） | 163      |
| 2021年（令和3年）  | 169      |

#### 従業員数の変遷
経済センサスによる従業員数の推移。
| 年                 | 従業員数 |
| ------------------ | -------- |
| 2016年（平成28年） | 1,719    |
| 2021年（令和3年）  | 1,820    |

### 施設
- 日野市立中央図書館
- 豊田駅前郵便局[15]

### その他

#### 日本郵便
- 郵便番号 : 191-0053[3]（集配局 : 日野郵便局[16]）。

## 地番整理未実施 豊田(大字豊田)
豊田（とよだ）は、東京都日野市の大字。現行行政地名は、地番整理未実施の豊田(大字豊田)が存在する。

### 地理
大字豊田は、東から時計回りで、日野市川辺堀之内、日野市東豊田、日野市神明、に隣接する。面積は0.02km2。

#### 河川
- 黒川用水

### 世帯数と人口
2025年（令和7年）8月1日現在（日野市発表）の世帯数と人口は以下の通りである。
- 世帯数 : 57世帯
- 人口 : 118人

#### 人口の変遷
国勢調査による人口の推移。
| 年                 | 人口 |
| ------------------ | ---- |
| 1995年（平成7年）  | 89   |
| 2000年（平成12年） | 65   |
| 2005年（平成17年） | 65   |
| 2010年（平成22年） | 121  |
| 2015年（平成27年） | 106  |
| 2020年（令和2年）  | 115  |

#### 世帯数の変遷
国勢調査による世帯数の推移。
| 年                 | 世帯数 |
| ------------------ | ------ |
| 1995年（平成7年）  | 29     |
| 2000年（平成12年） | 26     |
| 2005年（平成17年） | 29     |
| 2010年（平成22年） | 44     |
| 2015年（平成27年） | 39     |
| 2020年（令和2年）  | 50     |

### 学区
市立小・中学校に通う場合、学区は以下の通りとなる（2023年10月時点）
- 区域 : 全域
  - 小学校 : 日野市立豊田小学校
  - 中学校 : 日野市立日野第二中学校

### 交通

#### 鉄道
| 近隣に存在する駅                    |
| ----------------------------------- |
| JR中央線 JR中央本線 - 豊田駅(JC 21) |

### その他

#### 日本郵便
- 郵便番号 : 191-0051[17]（集配局 : 日野郵便局[16]）。